# K-159
K-159 – okręt podwodny o napędzie atomowym  projektu 627A Marynarki Wojennej ZSRR.

## Historia
Okręt wszedł do służby w 1963 roku jako jedna z 13 jednostek pierwszego typu radzieckich atomowych okrętów podwodnych projektu 627A przeznaczonych do zwalczania celów nawodnych, w tym dużych zgrupowań lotniskowców oraz konwojów morskich. Okręt rozwijał 15 węzłów na powierzchni i 30 węzłów pod wodą. Jego uzbrojenie stanowiły 24 torpedy. Liczył 110-osobową załogę.
Okręty projektu 627A miały dużą awaryjność i wysoki poziom szumów, przez co były łatwo wykrywalne dla wroga. W 1965 roku doszło do wycieku radioaktywnej pary z instalacji chłodzenia reaktora i przedział napędowy uległ skażeniu. Po naprawie K-159 wrócił do służby i był używany do maja 1989 roku. Jeszcze w latach 80. okręt na powierzchni nabierał wody, ale w zanurzeniu zachowywał stateczność. Po wycofaniu odstawiono go w Ostrownoj koło Murmańska, ale nie usunięto paliwa jądrowego z reaktorów. 
Wrak korodował do 2003 roku, kiedy pięć krajów nadbałtyckich przekazało rosyjskiej marynarce 200 mln dol. na utylizację okrętów atomowych – w K-159 paliwo jądrowe i torpedy były już usunięte, ale pozostały części reaktora. K-159 miał być trzynastą z kolei jednostką poddaną złomowaniu. 28 sierpnia 2003 roku utrzymywany na wodzie przez cztery pontony i ciągnięty przez specjalny holownik, K-159 wyszedł w morze z 10 osobami załogi. Z powodu sztormu, w czasie holowania do zakładów utylizacyjnych w Polarnym od K-159 odczepił się ponton utrzymujący go na wodzie i 30 sierpnia 2003 roku okręt zatonął w ciągu kilku minut, trzy mile morskie od wyspy Kildin, osiadając na głębokości 238 m. Trzem marynarzom udało się wydostać na powierzchnię, ale uratował się tylko jeden.
W śledztwie ujawniono szereg zaniedbań – pontony były nieszczelne, bo pochodziły z lat 40., a robotnicy zamocowali je do przerdzewiałych części okrętu, okręt nabrał wody i nie nadawał się do holowania – w szczególności z ludźmi na pokładzie. Początkowo Rosjanie chcieli wydobyć wrak i powrócili do tego pomysłu w 2012 roku oraz 2017 roku, gdy obiecali realizację tego zadania w ciągu 5 lat.